# Das verlorene Labyrinth (Fernsehfilm)
Das verlorene Labyrinth (Originaltitel: Labyrinth) ist ein zweiteiliger Fernsehfilm aus dem Jahr 2012. Er basiert auf dem gleichnamigen Roman von Kate Mosse. Die Adaption wurde von Tandem Communications, Scott Free und Sat.1 produziert.

## Handlung
2012: Die junge Lehrerin Alice Tanner findet bei archäologischen Ausgrabungen in der Nähe von Carcassonne eine Höhle. Darin findet sie Wandmalereien von einem Labyrinth, zwei Skelette und einen alten Ring. Als sich Alice den Ring aufsteckt, hat sie seltsame Visionen, mit denen sie zunächst nichts anfangen kann. Doch schnell erkennt sie, dass sie mit der 17-jährigen Alaïs Pelletier aus dem 13. Jahrhundert verbunden ist.
Alaïs lebt in Carcassonne, das im Jahr 1209 beim Albigenserkreuzzug belagert wird, da in der Stadt viele Katharer leben, die von der katholischen Kirche als Ketzer angesehen wurden. In dieser Situation erfährt Alaïs von ihrem Vater, dass er einer der Hüter dreier Bücher ist, die in Verbindung mit einem Ring den Heiligen Gral in einem Labyrinth beschützen. Alaïs’ Halbschwester Oriane will den Gral besitzen und bringt zwei der Bücher in ihren Besitz.
Alice findet heraus, dass ihre Ausgrabungskollegin Shelagh Mitglied eines Geheimbundes ist, der den Gral sucht. Dessen Anführerin Marie-Cecile entführt ihren Freund Will und verschleppt ihn in die Höhle. Es stellt sich heraus, dass Alice ein Nachkomme von Alaïs ist.
Die Kreuzzügler haben Carcassonne erobert, doch die schwangere Alaïs kann mit dem letzten Buch und einem Freund fliehen. Nach einigen Jahren leben sie mit Alaïs’ Tochter Bertrande, doch die Kreuzzügler finden sie erneut. Sie fliehen in die Höhle, wo Oriane auf sie wartet.
Im Showdown wird in beiden Zeitebenen versucht, das Geheimnis des Grals zu bewahren.

## Produktion
Im März 2011 berichtete Variety, dass Ridley Scott an einer TV-Adaption von Kate Mosses Weltbestseller Das verlorene Labyrinth (engl. Labyrinth) arbeitet. Die Produktion ist eine Zusammenarbeit zwischen Scotts Scott Free, der Produktionsfirma Tandem Communications und Film Afrika Worldwide. Scott Free und Tandem haben zuvor schon die Miniserie Die Säulen der Erde zusammen produziert. Das Drehbuch wurde von Adrian Hodges, dem Produzenten von Primeval – Rückkehr der Urzeitmonster verfasst. Als Regisseur wurde Christopher Smith engagiert. Im Oktober 2012 gab Sat.1 bekannt, dass sich der Sender bei der Produktion beteiligt. Insgesamt wurde ein Budget von 20 Millionen Dollar ausgegeben.
Die Dreharbeiten begannen am 10. Oktober 2011 in der mittelalterlichen Stadt Carcassonne im Südwesten Frankreichs. Am 10. Dezember 2011 beendete man die Produktion in Kapstadt, Südafrika.

## Besetzung und Synchronisation
Die deutsche Synchronisation entstand bei der Synchronfirma FFS Film- & Fernseh-Synchron in München unter der Dialogregie von Ulrich Johannson.
| Rollenname                | Schauspieler/in       | Synchronsprecher/in      |
| ------------------------- | --------------------- | ------------------------ |
| Audric Baillard           | John Hurt             | Fred Maire               |
| Will Franklin             | Sebastian Stan        | Dirk Meyer               |
| Alaïs Pelletier du Mas    | Jessica Brown Findlay | Maria Koschny            |
| Alice Tanner              | Vanessa Kirby         | Tatjana Pokorny          |
| Guy D’Evreux              | Tony Curran           | Ole Pfennig              |
| Vicomte Trencavel         | Tom Felton            | Moritz Pertramer         |
| Simon de Montfort         | John Lynch            | Matthias Klie            |
| Esclarmone                | Janet Suzman          | Ilona Grandke            |
| Oriane Congost            | Katie McGrath         | Solveig Duda             |
| Marie-Cecile de l’Oradore | Claudia Gerini        | Claudia Urbschat-Mingues |
| Guilhem du Mas            | Emun Elliott          | Torben Liebrecht         |
| Bertrand Pelletier        | Danny Keough          | Thomas Fritsch           |
| Paul Authie               | Bernhard Schir        | Bernhard Schir           |
| Rixende                   | Lena Dörrie           | Lena Dörrie              |
| Shelagh O’Donnell         | Erica Wessels         | Karoline Guthke          |
| Yves Biau                 | Patrick Rapold        | Patrick Rapold           |
| Sajhe                     | Matthew Beard         | Tim Schwarzmaier         |
| Simeon                    | Gawn Grainger         |                          |
| Francois                  | Paul Hilton           |                          |

## Ausstrahlung
Die deutschsprachige Erstausstrahlung fand am 10. und 11. Januar 2013 auf ORF eins statt. In Deutschland zeigte Sat.1 den Zweiteiler am 14. und 15. Januar 2013.
In Kanada, Korea, Polen und Portugal wurde der Zweiteiler im Herbst 2012, in Schweden im Dezember 2012 ausgestrahlt.

## Rezeption

### Kritik
„Wie bei den Follett-Verfilmungen liegt der Reiz des Zweiteilers ‚Das verlorene Labyrinth‘ in der authentisch wirkenden Rekonstruktion mittelalterlicher Zu- und Missstände; ein bisschen Erotik, finstere Komplotte, Meuchelmorde sowie diverse blutige Schlachtenbilder inklusive. Die große Stärke dieser abenteuerlichen TV-Mär ist die Bildgestaltung (Kamera: Robert Humphreys). Das Licht bei den Innenaufnahmen erinnert an die Gemälde alter Meister. Dafür gibt es Schwächen bei den Schauspielern & die Ästhetik wirkt austauschbar. Für Fans!“

### Einschaltquoten
Die Erstausstrahlung von Das verlorene Labyrinth am 14. Januar 2013 wurde in Deutschland von insgesamt 2,53 Millionen Zuschauern gesehen und erreichte einen Marktanteil von 7,6 % für Sat.1. In der werberelevanten Zielgruppe wurde der Film von 1,22 Millionen Zuschauern gesehen und bescherte dem Sender einen Marktanteil von 9,7 %.
Den zweiten Teil wollten am 15. Januar 2013 1,96 Millionen Zuschauer sehen, was zu einem Marktanteil von 6,0 % führte. Darunter waren 6,9 % aus der werberelevanten Zielgruppe.